# ورناسو
ورناسو (به لاتین: Veranaaso) یک منطقهٔ مسکونی در جزایر سلیمان است که در گوادال‌کانال واقع شده‌است.